# Зенджан
Зенджан (перс. زنجان) — місто у північно-західному Ірані, адміністративний центр провінції Зенджан. Населення — 341 801 осіб (2006). Переважна більшість — азербайджанці. Важливий культурний центр. Батьківщина традиційних перських килимів і найбільший центр їх промислового і кустарного виробництва.

## Історія
Хамдаллах Казвіні, іранський мандрівник і історик, у своїй книзі стверджує, що Зенджан було побудовано Ардашіром I — першим царем імперії Сасанідів під назвою «Шахін». У 1851 році місто стало центром Бабізму разом з Нейрізом та іншими містами. За наказом великого візира (прем'єр-міністр Ірану) Аміра Кабіра силами центрального уряду після тривалої облоги було захоплено форт Баби в Зенджані і вбито або вигнано його послідовників.

## Відомі особистості
У поселенні народилась:
- Акіма Біллурі (1926—2000) — азербайджанська поетеса й літературознавець, громадський і політичний діяч.
- Юсеф Собуті (нар. 1932) — астрофізик, засновник Інституту передових досліджень у галузі фундаментальних наук (IASBS).

## Галерея

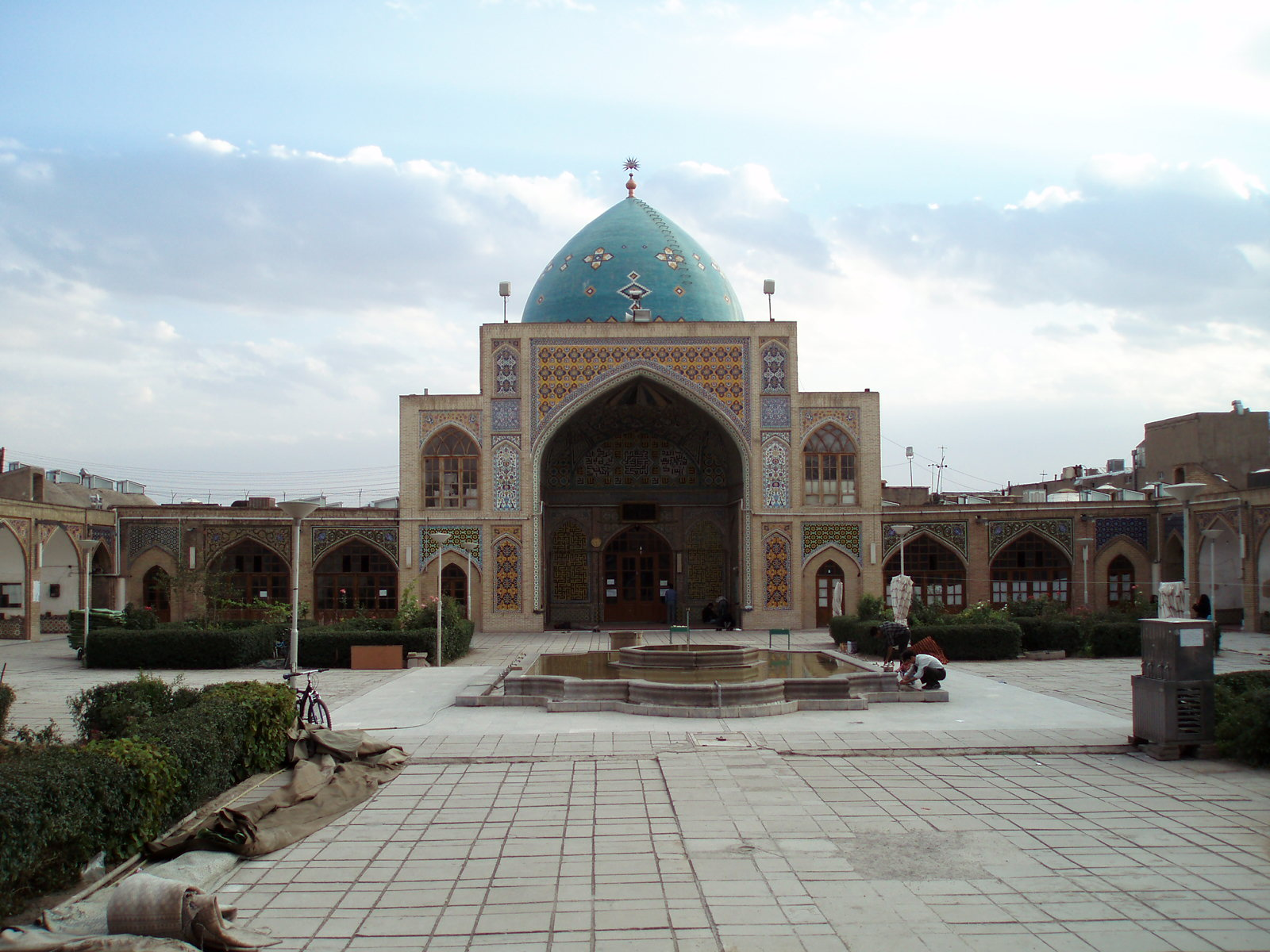
Мечеть Сейєд.
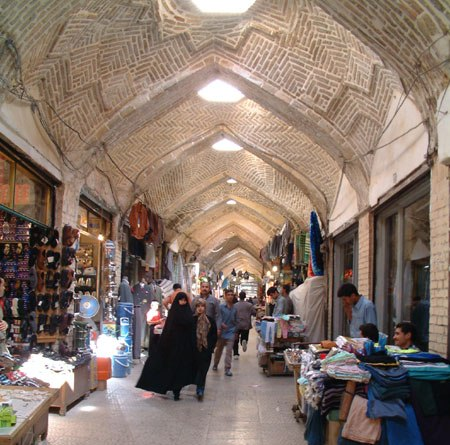
Базар у Зенжані.
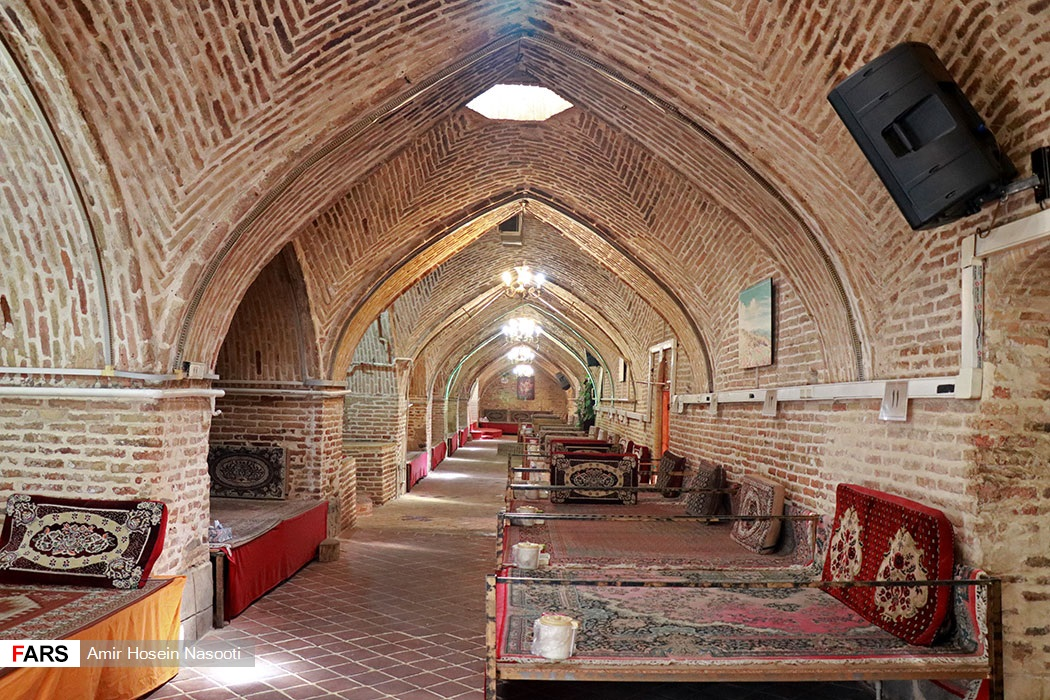
Ресторан "Каравансарай".
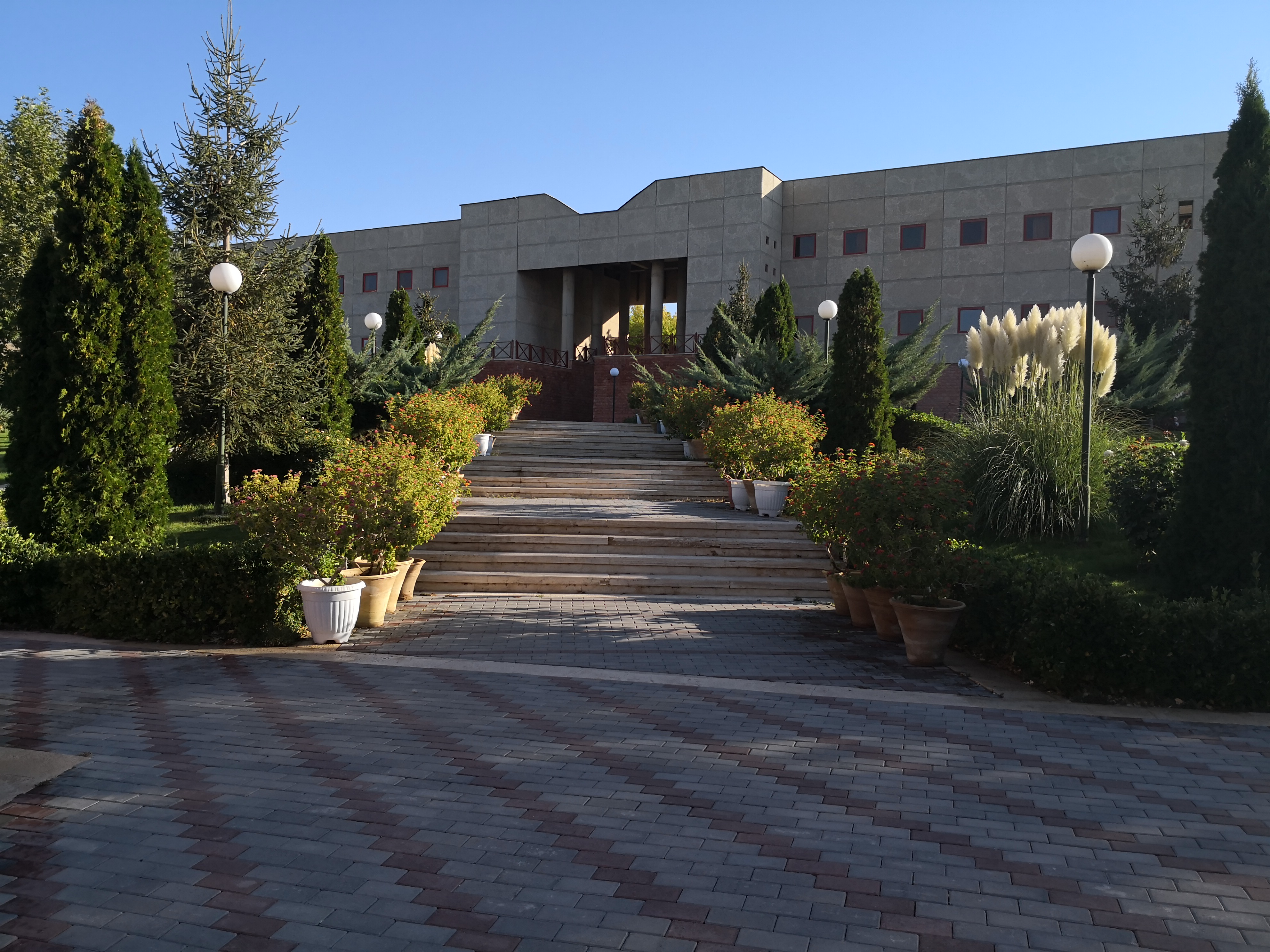
Інститут передових досліджень у галузі фундаментальних наук (IASBS)